# Eugène Lafontaine
Eugène Lafontaine, né le 26 novembre 1857 à Saint-Édouard et mort le 21 avril 1935 à Montréal, est un juriste et homme politique québécois. De 1922 à 1932, il est juge en chef du Québec.

## Biographie
Il est le fils de Laurent-David Lafontaine (en), médecin et député, et d'Edwige Singer. En 1880, il épouse Elmire Moll, fille du député Louis-Joseph Moll (en).

### Études et carrière d'avocat
Il étudie au Collège de Montréal puis à l'Université Laval à Montréal. Il rejoint le barreau du Québec le 14 juillet 1879. Il devient docteur en droit en 1882. Il est créé conseiller de la reine le 9 juin 1899. Il exerce le métier d'avocat à Montréal avec Raymond Préfontaine puis Frédéric-Liguori Béique.

### Politique
Il est élu député libéral de Napierville lors des élections québécoises de 1886. Il ne se représente pas en 1890.

### Juriste
De 1888 à 1930, il est professeur de droit civil et romain à l'Université Laval à Montréal. Il est secrétaire de la faculté de droit de 1890 à 1914, puis doyen de 1920 à 1930. Il devient juge à la Cour supérieure du Québec, représentant le district de Montréal, le 31 août 1906. De 1919 à 1928, il est président de la Commission des écoles catholiques de Montréal. Il devient juge en chef du Québec le 22 décembre 1922. Il prend sa retraite en 1932.